# Servisch voetbalelftal in 2006
Het Servisch voetbalelftal speelde in totaal zes officiële interlands in het jaar 2006, het eerste jaar als onafhankelijke natie na de opsplitsing van Servië en Montenegro. Na het WK van 2006, waar nog onder de naam van Servië en Montenegro werd gespeeld, ging ook het nationaal voetbalelftal verder als een onafhankelijke staat. De selectie stond onder leiding van de Spaanse bondscoach Javier Clemente. Op de FIFA-wereldranglijst steeg nieuwkomer Servië in 2006 van de 47ste (juni 2006) naar de 33ste plaats (december 2006). Vier spelers kwamen in alle zes duels in actie voor de nationale ploeg: doelman Vladimir Stojković, middenvelders Dejan Stanković en Ognjen Koroman, en aanvaller Nikola Žigić.

## Balans
| Wedstrijden | Wedstrijden | Wedstrijden | Wedstrijden | Doelpunten | Doelpunten | Doelpunten | Punten |
| Gespeeld    | Winst       | Gelijk      | Verlies     | Voor       | Tegen      | Saldo      | Punten |
| ----------- | ----------- | ----------- | ----------- | ---------- | ---------- | ---------- | ------ |
| 6           | 4           | 2           | 0           | 10         | 3          | +7         | 1.666  |

## Interlands
|                                                                |                 |       |                                                              | |
| 16 augustus Vriendschappelijk № 1 «onderlinge duels» 20:15 uur | Tsjechië        | 1 – 3 | Servië                                                       | Mestsky fotbalovy stadion, Uherské Hradiště Toeschouwers: 8.047 Scheidsrechter: Dietmar Drabek (AUT) |
| 16 augustus Vriendschappelijk № 1 «onderlinge duels» 20:15 uur | Jiří Štajner 3' |       | 41' Danko Lazović 54' Marko Pantelić 72' Aleksandar Trišović | Mestsky fotbalovy stadion, Uherské Hradiště Toeschouwers: 8.047 Scheidsrechter: Dietmar Drabek (AUT) |

|                                                              |                  |       |              |                                                                                         |
| 2 september EK-kwalificatie № 2 «onderlinge duels» 20:15 uur | Servië           | 1 – 0 | Azerbeidzjan | Stadion Crvene zvezde, Belgrado Toeschouwers: 27.500 Scheidsrechter: Knut Kircher (GER) |
| 2 september EK-kwalificatie № 2 «onderlinge duels» 20:15 uur | Nikola Žigić 72' |       |              | Stadion Crvene zvezde, Belgrado Toeschouwers: 27.500 Scheidsrechter: Knut Kircher (GER) |

|                                                              |                       |       |                   |                                                                                          |
| 6 september EK-kwalificatie № 3 «onderlinge duels» 20:30 uur | Polen                 | 1 – 1 | Servië            | Stadion Wojska Polskiego, Warschau Toeschouwers: 6.500 Scheidsrechter: Graham Poll (ENG) |
| 6 september EK-kwalificatie № 3 «onderlinge duels» 20:30 uur | Radosław Matusiak 30' |       | 71' Danko Lazović | Stadion Wojska Polskiego, Warschau Toeschouwers: 6.500 Scheidsrechter: Graham Poll (ENG) |

|                                                            |                  |       |        |                                                                                             |
| 7 oktober EK-kwalificatie № 4 «onderlinge duels» 20:15 uur | Servië           | 1 – 0 | België | Stadion Crvene zvezde, Belgrado Toeschouwers: 30.000 Scheidsrechter: Domenico Messina (ITA) |
| 7 oktober EK-kwalificatie № 4 «onderlinge duels» 20:15 uur | Nikola Žigić 54' |       |        | Stadion Crvene zvezde, Belgrado Toeschouwers: 30.000 Scheidsrechter: Domenico Messina (ITA) |

|                                                             |                                                               |       |         |                                                                                                |
| 11 oktober EK-kwalificatie № 5 «onderlinge duels» 20:15 uur | Servië                                                        | 3 – 0 | Armenië | Stadion Crvene zvezde, Belgrado Toeschouwers: 20.000 Scheidsrechter: Georgios Kasnaferis (GRE) |
| 11 oktober EK-kwalificatie № 5 «onderlinge duels» 20:15 uur | Dejan Stanković 54' (pen.) Danko Lazović 62' Nikola Žigić 90' |       |         | Stadion Crvene zvezde, Belgrado Toeschouwers: 20.000 Scheidsrechter: Georgios Kasnaferis (GRE) |

|                                                                |                  |       |                |                                                                                                |
| 15 november Vriendschappelijk № 6 «onderlinge duels» 20:15 uur | Servië           | 1 – 1 | Noorwegen      | Stadion Crvene zvezde, Belgrado Toeschouwers: 20.000 Scheidsrechter: Georgios Kasnaferis (GRE) |
| 15 november Vriendschappelijk № 6 «onderlinge duels» 20:15 uur | Nemanja Vidić 6' |       | 22' John Carew | Stadion Crvene zvezde, Belgrado Toeschouwers: 20.000 Scheidsrechter: Georgios Kasnaferis (GRE) |

## FIFA-wereldranglijst
| JUN | JUL | AUG | SEP | OKT | NOV | DEC |
| --- | --- | --- | --- | --- | --- | --- |
| 47  | 36  | 33  | 32  | 32  | 33  | 33  |

## Statistieken
| Vladimir Stojković  | 1983-07-28 | Vitesse Arnhem     | 6 | 0 | 0 | 6 | 0 |
| Verdediging         |            |                    |   |   |   |   |   |
| Marjan Marković     | 1981-09-28 | Dinamo Kiev        | 4 | 1 | 0 | 5 | 0 |
| Milan Stepanov      | 1983-04-02 | Trabzonspor        | 4 | 0 | 0 | 4 | 0 |
| Mladen Krstajić     | 1974-03-04 | Schalke 04         | 4 | 0 | 0 | 4 | 0 |
| Ivica Dragutinović  | 1975-11-13 | Sevilla FC         | 2 | 1 | 0 | 3 | 0 |
| Aleksandar Luković  | 1982-10-23 | Udinese Calcio     | 3 | 0 | 0 | 3 | 0 |
| Nemanja Vidić       | 1981-10-21 | Manchester United  | 2 | 0 | 1 | 2 | 1 |
| Milan Biševac       | 1983-08-31 | RC Lens            | 2 | 0 | 0 | 2 | 0 |
| Branislav Ivanović  | 1984-02-22 | Lokomotiv Moskou   | 1 | 1 | 0 | 2 | 0 |
| Middenveld          |            |                    |   |   |   |   |   |
| Dejan Stanković     | 1978-09-11 | Inter Milan        | 6 | 0 | 1 | 6 | 1 |
| Ognjen Koroman      | 1978-09-19 | Rode Ster Belgrado | 4 | 2 | 0 | 6 | 0 |
| Aleksandar Trišović | 1983-11-25 | Rode Ster Belgrado | 4 | 1 | 1 | 5 | 1 |
| Igor Duljaj         | 1979-10-29 | Sjachtar Donetsk   | 3 | 2 | 0 | 5 | 0 |
| Nenad Kovačević     | 1980-11-11 | RC Lens            | 3 | 1 | 0 | 4 | 0 |
| Ivan Ergić          | 1981-01-21 | FC Basel           | 1 | 3 | 0 | 4 | 0 |
| Saša Ilić           | 1977-12-30 | Galatasaray SK     | 1 | 2 | 0 | 3 | 0 |
| Boško Janković      | 1984-03-01 | RCD Mallorca       | 1 | 0 | 0 | 1 | 0 |
| Miloš Krasić        | 1984-11-01 | CSKA Moskou        | 0 | 1 | 0 | 1 | 0 |
| Aanval              |            |                    |   |   |   |   |   |
| Nikola Žigić        | 1980-09-25 | Racing Santander   | 5 | 1 | 3 | 6 | 3 |
| Marko Pantelić      | 1978-09-15 | Hertha BSC Berlin  | 5 | 0 | 1 | 5 | 1 |
| Danko Lazović       | 1983-05-17 | Vitesse Arnhem     | 2 | 2 | 3 | 4 | 3 |
| Danijel Ljuboja     | 1978-09-04 | Hamburger SV       | 0 | 2 | 0 | 2 | 0 |